# Pistius
Pistius là một chi nhện. Chi này có 9 loài phân bố ở châu Á, P. truncatus phân bố ở vùng sinh thái cổ bắc giới.

## Các loài
- Pistius barchensis Basu, 1965 (Ấn Độ)
- Pistius bhadurii Basu, 1965 (Ấn Độ)
- Pistius gangulyi Basu, 1965 (Ấn Độ, Trung Quốc)
- Pistius kalimpus Tikader, 1970 (Ấn Độ)
- Pistius kanikae Basu, 1964 (Ấn Độ)
- Pistius robustus Basu, 1965 (Ấn Độ)
- Pistius tikaderi Kumari & Mittal, 1999 (Ấn Độ)
- Pistius truncatus (Pallas, 1772) (cổ bắc giới)
- Pistius undulatus Karsch, 1879 (Rusland, Kazachstan, Trung Quốc, Hàn Quốc, Nhật Bản)